# Clarkson (Sudafrica)
Clarkson è un centro abitato sudafricano situato nella municipalità distrettuale di Sarah Baartman nella provincia del Capo Orientale.

## Geografia fisica
Il piccolo centro abitato sorge a circa 128 chilometri a ovest della città di Port Elizabeth. 